# Communauté d'agglomération du pays chaumontais
L’Agglomération de Chaumont est une ancienne communauté d'agglomération française, située dans le département de la Haute-Marne et dans la région Grand Est. 
Elle regroupait des communes de l'arrondissement de Chaumont (Haute-Marne). Elle a succédé au 1er janvier 2012 à la communauté de communes préexistante.

## Pays de Chaumont et pays chaumontais
Il convient de distinguer le "Pays de Chaumont" de la "Communauté de Communes du Pays Chaumontais" :
- Le Pays de Chaumont
Créé en 2002, il concerne 153 communes situées sur 12 cantons ; il regroupe 73 000 habitants ; sa densité est de 33 habitants/km² alors que la densité française moyenne est de 104. Le Pays de Chaumont inclut 7 Communautés de communes :
- la communauté de communes du Pays Chaumontais (35 000 habitants, soit 50 % de la population du Pays de Chaumont),
- la communauté de communes des Trois Forêts,
- la communauté de communes de Bologne, Vignory, Froncles,
- la communauté de communes de la Vallée du Rognon,
- la communauté de communes du canton de St Blin,
- la communauté de communes du Bourmontais,
- la communauté de communes du bassin Nogentais.

- L'Agglomération de Chaumont - communauté d'agglomération
Ce n'est qu'une partie du Pays de Chaumont. Néanmoins, à la différence de ce dernier, elle dispose de la personnalité juridique, d'une fiscalité locale indépendante et promeut des actions concrètes. C'est cette structure intercommunale qui fait l'objet du présent article.

## Historique
La communauté de communes du pays chaumontais est née officiellement le 1er janvier 1998. Elle comptait alors 10 communes proches de Chaumont. Quelques années auparavant, le maire de Chaumont, Jean-Claude Daniel, avait initié la création d'une association, l'AIDAC (Association intercommunale de développement de l'agglomération de Chaumont) dont l'objectif était de travailler avec autant de communes qui le souhaitaient (une trentaine à l’époque) pour l’élaboration d’une structure intercommunale. 
Neuf nouvelles communes, autour de Colombey-les-deux-Églises essentiellement, ont intégré le Pays Chaumontais en 2004. 
Les autres intégrations sont celles de Buxières-lès-Villiers en 2009 et la commune de Foulain (et sa commune associée de Crenay) début 2010.
La Communauté de Communes du Pays Chaumontais a évolué en Communauté d'Agglomération le 1er janvier 2012, appelée depuis Agglomération de Chaumont, à la faveur de la baisse du seuil de population nécessaire à sa transformation, de 50 000 à 30 000 habitants, opérée par la loi n° 2010-1563 du 16 décembre 2010, Chaumont étant le chef-lieu du département.
Gillancourt (précédemment membre de la CC des trois forêts), Neuilly-sur-Suize, Verbiesles et Luzy-sur-Marne rejoignent la CA en 2013.
Le 1er janvier 2017, les communes de Colombey-les-Deux-Églises (commune déléguée) et Lamothe-en-Blaisy se regroupent pour former la commune nouvelle de Colombey-les-Deux-Églises.
Par arrêté préfectoral du 17 novembre 2016 au 1er janvier 2017, elle fusionne avec les communautés  du « Bassin Nogentais » (17 communes) et du « Bassin de Bologne Vignory et Froncles » (22 communes) pour former la nouvelle communauté d'agglomération de Chaumont, du Bassin Nogentais et du Bassin de Bologne Vignory Froncles.

## Composition
L'Agglomération de Chaumont était composée de 24 communes de la Haute-Marne :
| Nom                       | Code Insee | Gentilé            | Superficie (km2) | Population (dernière pop. légale) | Densité (hab./km2) |
| ------------------------- | ---------- | ------------------ | ---------------- | --------------------------------- | ------------------ |
| Chaumont (siège)          | 52121      | Chaumontais        | 55,26            | 22 674 (2014)                     | 410                |
| Blaisy                    | 52053      | Blaisois           | 5,62             | 75 (2014)                         | 13                 |
| Brethenay                 | 52072      | Brethenaisiens     | 8,84             | 358 (2014)                        | 40                 |
| Buxières-lès-Villiers     | 52087      | Buxièrois          | 4,97             | 197 (2014)                        | 40                 |
| Chamarandes-Choignes      | 52125      | Chamarandais       | 18,80            | 1 042 (2014)                      | 55                 |
| Colombey-les-Deux-Églises | 52140      | Colombéens         | 73,63            | 358 (2015)                        | 4,9                |
| Condes                    | 52141      | Condois            | 5,08             | 312 (2014)                        | 61                 |
| Curmont                   | 52157      | Curmontais         | 2,94             | 12 (2014)                         | 4,1                |
| Euffigneix                | 52193      | Euffinois          | 9,00             | 311 (2014)                        | 35                 |
| Foulain                   | 52205      | Foulinois          | 26,28            | 707 (2014)                        | 27                 |
| Gillancourt               | 52221      | Gillancourtois     | 15,09            | 115 (2014)                        | 7,6                |
| Jonchery                  | 52251      | Joncherois         | 28,98            | 1 033 (2014)                      | 36                 |
| Juzennecourt              | 52253      | Juzennecourtois    | 11,87            | 205 (2014)                        | 17                 |
| Lachapelle-en-Blaisy      | 52254      |                    | 16,53            | 76 (2014)                         | 4,6                |
| Laville-aux-Bois          | 52276      | Quechots           | 13,44            | 211 (2014)                        | 16                 |
| Luzy-sur-Marne            | 52297      | Luzéens            | 16,11            | 259 (2014)                        | 16                 |
| Neuilly-sur-Suize         | 52349      | Néoviciens         | 14,67            | 316 (2014)                        | 22                 |
| Rennepont                 | 52419      | Rennepontais       | 11,98            | 148 (2014)                        | 12                 |
| Riaucourt                 | 52421      | Riaucourtois       | 10,71            | 447 (2014)                        | 42                 |
| Rizaucourt-Buchey         | 52426      | Rizaucourtois      | 15,07            | 121 (2014)                        | 8                  |
| Semoutiers-Montsaon       | 52469      | Semourstériens     | 27,40            | 826 (2014)                        | 30                 |
| Treix                     | 52494      | Treixois           | 15,46            | 241 (2014)                        | 16                 |
| Verbiesles                | 52514      | Verbieslois        | 11,36            | 309 (2014)                        | 27                 |
| Villiers-le-Sec           | 52535      | Villiers-le-Secois | 15,71            | 716 (2014)                        | 46                 |

## Géographie
Le territoire du pays chaumontais s'étend autour de la ville de Chaumont et du village de Colombey-les-deux-Eglises. Il est traversé par les vallées de la Marne et de la Blaise. Le Pays chaumontais occupe une position de carrefour de l'Est de la France. Chaumont, 25 000 habitants, est la commune centrale de la communauté et la préfecture de la Haute-Marne. Le territoire est bien desservi par les voies autoroutières (vers Paris, Lyon, Nancy, Reims) et ferroviaires (lignes Paris-Mulhouse et Reims-Dijon).

## Gestion et fonctionnement
La communauté d'agglomération est gérée par :
- une présidente du conseil communautaire (actuellement : Mme Christine Guillemy, maire de Chaumont),
- les membres du bureau du Conseil communautaire,
- les conseillers communautaires.

Il est à noter que la commune de Chaumont, principale ville de l'intercommunalité, exerce une influence déterminante sur les décisions, puisque la président du Conseil est chaumontaise et qu'une grande partie des conseillers sont chaumontais (22 sur 59), effectif néanmoins en deçà du maximum de sièges que la loi permet à Chaumont en raison de sa population.

## Ressources et fiscalité
La principale ressource de la communauté est la taxe professionnelle des 25 communes. L'avenir des ressources n'est pas connu avec certitude, en raison du souhait du gouvernement de supprimer cet impôt à compter de 2011.

## Compétences et projets
La communauté d'agglomération a d'importantes compétences administratives déléguées, notamment les transports urbains et intercommunaux.